# Avicularia aymara
Avicularia aymara is een spin uit de familie vogelspinnen (Theraphosidae) en lid van het geslacht Avicularia. Deze spin treft men voornamelijk aan in Peru.